# وزارة الاقتصاد والمالية (هايتي)
وزارة الاقتصاد والمالية هي وزارة تابعة لحكومة هايتي. وهي مسؤولة عن تدبير سياسات الاقتصاد والمالية إلى جانب تقديم الدعم لرئيس الوزراء.
وزير الاقتصاد والمالية الحالي هو ميشيل باتريك بويسفرت.